# Павел Счастливый
Па́вел Счастли́вый (Па́вел Ще́нсный, пол. Paweł Szczęśliwy, год рождения неизвестен, умер в 1610) — польский архитектор, известный львовский строитель эпохи Ренессанса, по происхождению итальянец.
С 1582 года был цехмистром львовского цеха каменщиков. Его строения во Львове:
- синагога «Золотая роза» (1580—1582),
- Львовская иезуитская коллегия,
- жилые дома Марка Нахмановича и Исаака Сюскюндовича в еврейском квартале и другие здания.

С 1592 года жил в Жолкве, где с 1601 года был бургомистром. Здесь по его проектам были построены Жолковский замок (1596—1630), Костёл Святого Лаврентия  и ряд других сооружений.